# 芬那酸
芬那酸（Fenamic acid，别名：N-苯基代邻氨基苯甲酸；苯代邻氨基苯甲酸；N-苯基氨茴酸；2-(苯基氨基)苯甲酸；二苯胺-2-羧酸；钒试剂；PA酸） 是一系列非類固醇消炎止痛藥的基本組成分子，衍生的藥物包括甲芬那酸、托芬那酸、氟芬那酸及甲氯芬那酸。該化合物可以2-氯苯甲酸與苯胺為基礎，並用氧化銅作為催化劑，透過Goldberg反應而合成。